# Fairland (Indiana)
Fairland és una població dels Estats Units a l'estat d'Indiana. Segons el cens del 2000 tenia 1.276 habitants.

## Demografia
Segons el cens del 2000, Fairland tenia 1.276 habitants, 462 habitatges, i 369 famílies. La densitat de població era de 142 habitants/km².
Dels 462 habitatges en un 37,2% hi vivien nens de menys de 18 anys, en un 63,6% hi vivien parelles casades, en un 10,6% dones solteres, i en un 20,1% no eren unitats familiars. En el 16,5% dels habitatges hi vivien persones soles el 8,7% de les quals corresponia a persones de 65 anys o més que vivien soles. El nombre mitjà de persones vivint en cada habitatge era de 2,76 i el nombre mitjà de persones que vivien en cada família era de 3,07.
Per edats la població es repartia de la següent manera: un 27,7% tenia menys de 18 anys, un 9,5% entre 18 i 24, un 29,7% entre 25 i 44, un 23,2% de 45 a 60 i un 10% 65 anys o més.
L'edat mediana era de 35 anys. Per cada 100 dones de 18 o més anys hi havia 96,8 homes.
La renda mediana per habitatge era de 45.972 $ i la renda mediana per família de 50.036 $. Els homes tenien una renda mediana de 27.941 $ mentre que les dones 26.458 $. La renda per capita de la població era de 17.406 $. Entorn del 5,4% de les famílies i el 10,3% de la població estaven per davall del llindar de pobresa.

## Poblacions més properes
El següent diagrama mostra les poblacions més properes.